# Malin Cederfeldt Östberg
Malin Cederfeldt Östberg, född 31 mars 1976, är en svensk socialdemokratisk politiker.
Cederfeldt Östberg kommer ursprungligen från Markaryd, och har en kandidatexamen i statsvetenskap från Umeå universitet. Hon var ordförande för Socialdemokratiska studentförbundet mellan 2000 och 2001.
Hon har bland annat arbetat som politisk sakkunnig åt infrastrukturminister Ulrika Messing 2003–2006 och som biträdande enhetschef för samordningskansliet i statsrådsberedningen 2016–2018. 
Cederfeldt Östberg var från mars 2018 statssekreterare hos ministern för högre utbildning och forskning i utbildningsdepartementet. Hon var därefter från augusti 2020 till oktober 2022 statssekreterare hos infrastrukturminister Tomas Eneroth.